# Nemoura dentigera
Nemoura dentigera är en bäcksländeart som beskrevs av Tatemi Shimizu 1997. Nemoura dentigera ingår i släktet Nemoura och familjen kryssbäcksländor. Inga underarter finns listade i Catalogue of Life.